# Ludvig Holberg
Ludvig Holberg, barón de Holberg, (Bergen, Noruega, 3 de diciembre de 1684 - Copenhague, 28 de enero de 1754) fue un dramaturgo, historiador y ensayista danés de la Ilustración, considerado padre de la literatura danesa y noruega.

## Biografía
Nació en Noruega (parte integrante de Dinamarca entre 1380 y 1814). Estudió Teología de 1702 a 1704 en Copenhague. En 1704 emprendió un largo viaje para conocer Holanda e Inglaterra; permaneció algún tiempo en Oxford en 1710. Después fue a Alemania, cuya vida literaria le agradó menos que la inglesa. Su ensayo Introducción a la Historia de los Estados de Europa le valió el reconocimiento académico. Pasó el invierno entre 1715 y 1716 en Roma; escribió al respecto una epístola en latín. En 1717 fue nombrado profesor de Metafísica y Lógica, después de Elocuencia y Retórica latina y finalmente de Historia en la Universidad de Copenhague. En 1747 obtuvo el título de barón.
Emprendió la tarea de civilizar la lengua danesa escribiendo en la misma cuando la literatura en ella se limitaba a himnos y baladas populares y el teatro se hacía en lenguas extranjeras, como el francés o el alemán. Para ello Holberg escribió, inspirándose en Molière y en la Commedia dell'Arte, 25 piezas dramáticas en danés entre 1722 y 1726 para el Teatro Lille Grønnegade, estrenadas con éxito y representadas incluso en la actualidad, así como poemas y algunas obras históricas. Eso bastó para fijar un patrón de lengua literaria. Asimismo trató de modernizar el derecho y la historia adoptando un enfoque interdisciplinario y una visión multicultural; así lo hizo también en los métodos de enseñanza. Fundó las bases del Derecho internacional como asignatura académica en Dinamarca y Noruega con su obra Introduksjon til “Natur- og Folke-Rettens Kundskab” (Introducción al Derecho Natural e Internacional). En su recuerdo se creó en 2003 el Premio Internacional Holberg Memorial. 
Sus obras más famosas son las comedias El indeciso (1722), Henrik y Pernille (1724), Jeppe el Montañés, El politicastro, Erasmo Montanus, La cámara de la parturienta y El atareado. Entre sus poemas destaca la sátira en Pedar Paars (1719), una parodia de la épica inspirada en Cervantes, en Metamorfosis (1726) y en la novela fantástica en latín Nicolai Klimii iter subterraneum (Viaje subterráneo de Niels Klim, Leipzig, 1741), publicada fuera de la vigilancia del absolutismo danés, en Leipzig y pronto traducida al danés. Se percibe en esta obra el influjo de Los viajes de Gulliver (1721) de Swift; en esta compleja sátira los potuanos, unos árboles inteligentes que hacen caer en ridículo constante al apresurado protagonista, parecen haber sido los modelos para los ents de Tolkien. Hay traducción moderna al español: Barcelona, Abraxas, 2002.

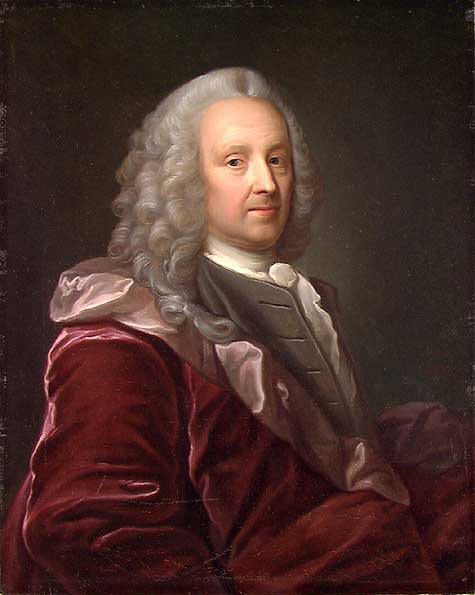
Ludvig Holberg.

Como historiador se le debe principalmente una Historia del reino de Dinamarca (1732-1735) y La Dinamarca y la Noruega descritas (1729). También se conserva de él un caudaloso Epistolario publicado entre 1748 y 1754 en cinco tomos y algunos volúmenes de ensayos.

## Obras

### Comedias
- Den Politiske Kandestøber, 1722.
- Den Vægelsindede, 1722.

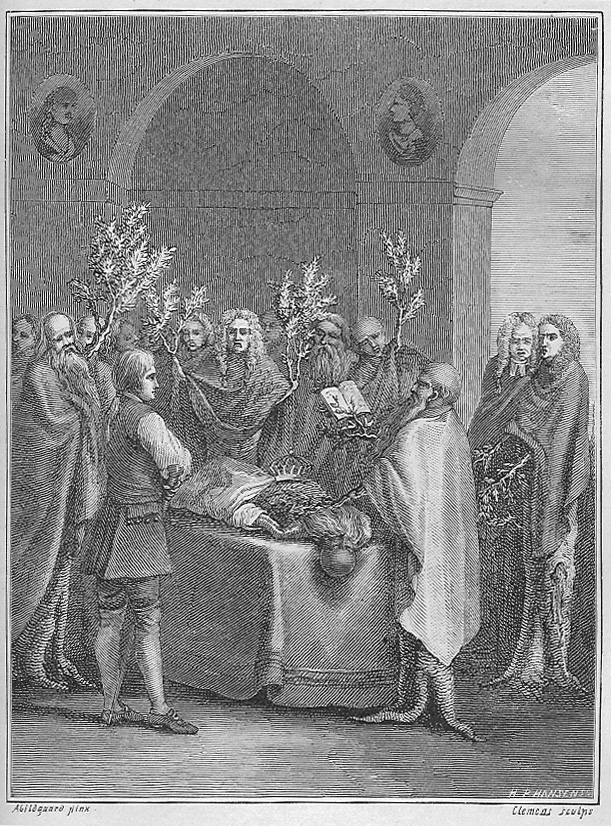
Ilustración de la lujosa edición de Niels Klims underjordiske Rejse (1789). Grabado de Johan Frederik Clemens desde un dibujo de Nicolai Abraham Abildgaard.

- Jean de France eller Hans Frandsen, 1722.
- Jeppe paa Bjerget eller den forvandlede Bonde, 1722.
- Mester Gert Westphaler, 1722.
- Barselstuen, 1723
- Den ellefte Junii, 1723
- Jacob von Tyboe eller den stortalende Soldat, 1723
- Ulysses von Ithacia, 1723
- Erasmus Montanus eller Rasmus Berg, 1723
- Don Ranudo de Colibrados, 1723
- Uden Hoved og Hale, 1723
- Den Stundesløse, 1723
- Hexerie eller Blind Allarm, 1723
- Melampe, 1723
- Det lykkelige Skibbrud, 1724
- Det Arabiske Pulver, 1724
- Mascarade, 1724
- Julestuen, 1724
- De Usynlige, 1724
- Kildereisen, 1725
- Henrich og Pernille, 1724-1726
- Den pantsatte Bondedreng, 1726
- Pernilles korte Frøkenstand, 1727
- Den Danske Comoedies Liigbegængelse, 1727
- Den honette Ambition, 1731
- Plutus eller Proces imellom Fattigdom og Riigdom, publ. 1753
- Husspøgelse eller Abracadabra, publ. 1753
- Philosophus udi egen Indbildning, publ. 1754
- Republiqven eller det gemeene Bedste, publ. 1754
- Sganarels Rejse til det philosophiske Land, publ. 1754

### Poemas
- Peder Paars, 1720
- fire Skæmtedigte, 1722
- Metamorphosis eller Forvandlinger, 1726

### Novelas
- Nicolai Klimii iter subterraneum, 1741. (Traducida al danés por Hans Hagerup en 1742 como Niels Klims underjordiske Rejse.) (Viaje subterráneo de Nicolás Klims o El viaje de Niels Klim al mundo subterráneo)

### Ensayos
- Moralske Tanker, 1744 (Pensamientos morales)
- Epistler, (Epistolario) 1748-54
- Moralske Fabler, 1751 (Fábulas morales)
- Tre latinske levnedsbreve, 1728-1743

### Obras históricas
- Introduction til de fornemste Europæiske Rigers Historier, 1711 (Introducción a las Historias de los Grandes Imperios Europeos)
- Morals Kierne eller Introduction til Naturens og Folke-Rettens Kundskab, 1716 (El corazón de la moralidad o Introducción a la Naturaleza y el Conocimiento para el hombre común)
- Dannemarks og Norges Beskrivelse, 1729 (Descripción de Dinamarca y Noruega)
- Dannemarks Riges Historie, 1732–35 (Historia del Imperio y Reino de Dinamarca)
- Den berømmelige Norske Handel-Stad Bergens Beskrivelse, 1737.
- Almindelig Kirke-Historie, 1738 (Historia General de la Iglesia)
- Den jødiske Historie fra Verdens Begyndelse, fortsat til disse Tider, 1742 (Historia de los Judíos desde el comienzo del Mundo, continuada hasta los presentes tiempos)
- Adskillige store Heltes og berømmelige Mænds sammenlignede Historier, 1739–53 (Historias paralelas de grandes y severos héroes y hombres famosos)
- Adskillige Heltinders og navnkundige Damers sammenlignede Historier, 1745 (Historias paralelas de severas heroínas y mujeres notables)